# Vlietmolen (Hoogmade)
De Vlietmolen is een wipmolen iets ten oosten van Hoogmade. De molen is in 1913 gebouwd ten behoeve van de bemaling van de Vlietpolder, als vervanging van een afgebrande eerdere molen. Onder in de molen bevindt zich een woning die wordt bewoond. Tot 1929 bezat de molen een scheprad. In dat jaar werd een schroefpomp ingebouwd. Naast de molen bevindt zich tegenwoordig een vijzel, waarmee het water wordt opgevoerd. Omdat de overbrenging onder de vloer ligt, is de molen inwendig voor een wipmolen vrij ruim. De Rijnlandse Molenstichting heeft de molen in 1967 gerestaureerd. In 2001-2002 volgde een tweede restauratie, waarbij de molen weer maalvaardig is gemaakt.

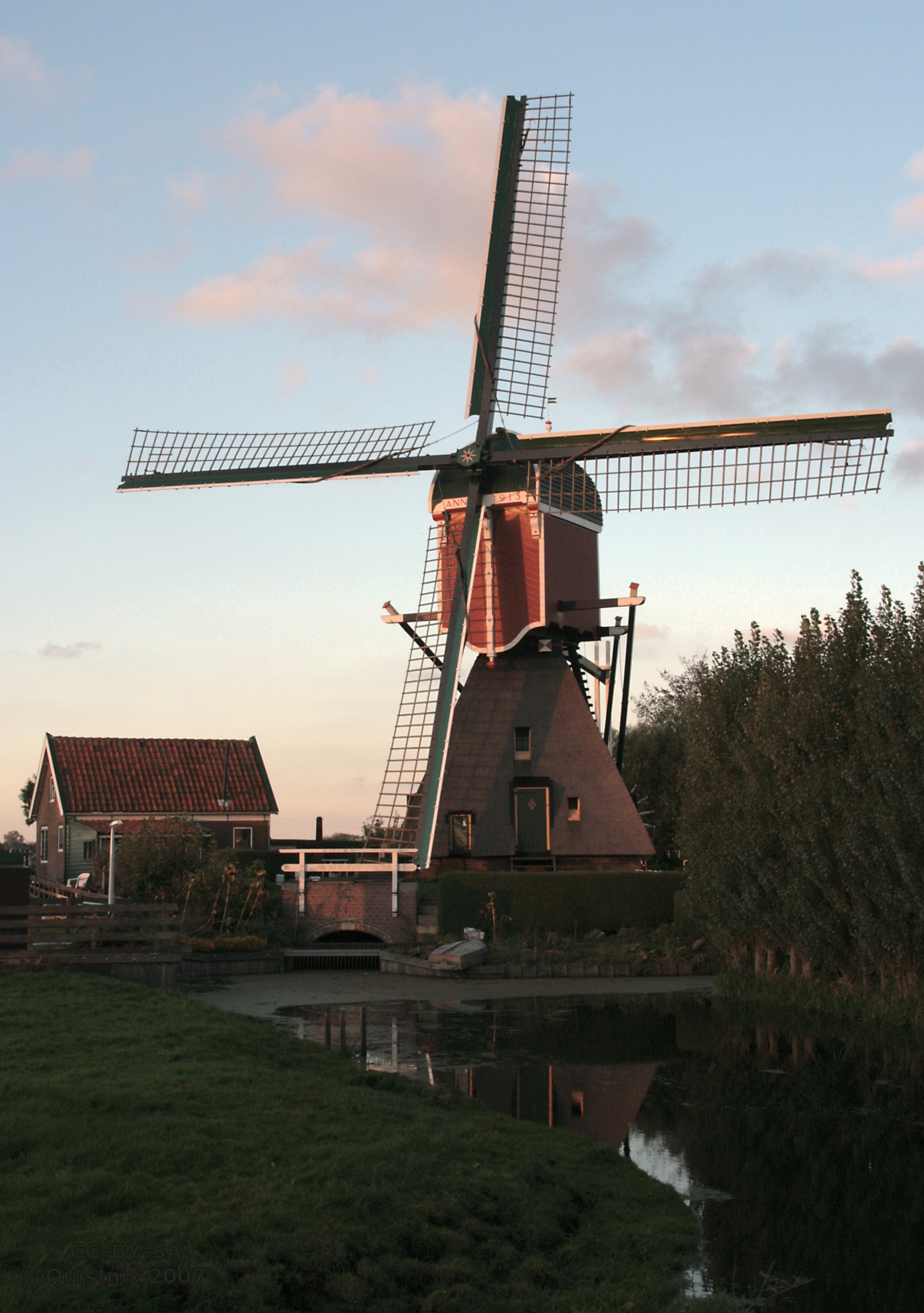
Vlietmolen in avondlicht